# Ašure
Ašure ili, kako se još naziva, Noin puding je islamski desert, koji se uobičajeno spravlja na blagdan Ašure, desetog dana islamskog mjeseca Muharrema. 
Ašure se spravlja od 7 do 77 slatkih i slanih namirnica, kojih mora biti neparan broj, a dijeli se s prijateljima i susjedima, najmanje u tri kuće. Vjeruje se da je Noa sa svojom arkom pristao na kopno (Ararat) nakon Općeg potopa na Dan Ašure, te da su blagovali ovo jelo iz razloga što ima je nakon duge plovidbe preostalo malo hrane, koju su na koncu skupa skuhali i pojeli.
U nepisanom pravilu, svaka vrsta voća i povrća mora biti kuhana, ali se ne smije raspadati. Meso se ne dodaje u ovo jelo. Iako jelo sadrži i slatke i slane namirnice, na koncu ono mora biti izuzetno slatko.
Ovo jelo ima svoje inačice i u kršćanstvu i judaizmu. 